# サンショオール
サンショオール（sanshool）は、サンショウ属植物に含まれる多価不飽和脂肪酸アミド類である。
炭素鎖の長さ、二重結合の数とシス-トランス異性、ヒドロキシ基の有無などの違いがある以下の類縁体が存在する。
- α-サンショオール
- β-サンショオール
- γ-サンショオール
- δ-サンショオール
- ヒドロキシ-α-サンショオール
- ヒドロキシ-β-サンショオール
- ヒドロキシ-γ-サンショオール

四川山椒（四川花椒）等の痺れる辛みを引き起こす原因物質であると考えられている。
語源は、山椒 (sansho) から。

## 機構
ヒドロキシ-α-サンショオールの化学構造はカプサイシンと似ているが、辛味を誘発する作用機序は議論の余地がある。カプサイシンのような疼痛統合チャネルTRPV1およびTRPA1に作用するとされているが、新しい研究はカリウムチャネルKCNK3、KCNK9、およびKCNK18が主にサンショオールの効果に関与していることを示唆している。
ヒドロキシ-α-サンショオールは、皮膚の敏感な軽触覚受容体の特徴のあるサブセットであるD-hair求心性神経線維を興奮させ、AβおよびC線維神経線維の新しい集団を標的とする。

## 抽出方法
山椒から抽出物としてこの分子を分離する方法としては水蒸気蒸留が挙げられる。果実の乾燥した皮を、低級アルコール（エタノールなど）と水の35〜65質量パーセントの混合物に浸す。水蒸気蒸留の過程で溶液が加熱され、水部分が蒸発し、ヒドロキシ-α-サンソールの一部も蒸留される。留出物は水性エタノール相と所望の分子を含む油相の2つの相に分離する。